# غريغ ستانتون
غريغ ستانتون (بالإنجليزية: Greg Stanton)‏ هو محامي وسياسي أمريكي، ولد في 8 مارس 1970 في فينيكس في الولايات المتحدة. نشط حزبياً في الحزب الديمقراطي. في انتخابات مجلس النواب الأمريكي 2018 ‏، انتخب عضو مجلس النواب الأمريكي عن دائرة Arizona's 9th congressional district ‏ (3 يناير 2019 – ).

## وصلات خارجية
- الموقع الرسمي